# 長壽颱
長壽颱（日语：／）指的是太平洋颱風季中，熱帶氣旋獲得命名後，被降格為熱帶性低氣壓或轉性為溫帶氣旋之前，颱風生命週期較長的熱帶氣旋。

## 紀錄表
下表為長壽颱的排序，此表不列入被降格為熱帶性低氣壓或轉性為溫帶氣旋後再重新發展的時間區段且統計時間自1951年起計算，日本氣象廳有額外統計被降格為熱帶性低氣壓後再重新發展的長壽颱排名。
| 排名 | 颱風名稱 | 颱風生命週期 | 升格時間           | 降格時間            |
| ---- | -------- | ------------ | ------------------ | ------------------- |
| 1    | 諾盧     | 19日0小時    | 2017年7月20日 21時 | 2017年8月8日 21時   |
| 1    | 莉泰     | 19日0小時    | 1972年7月7日 21時  | 1972年7月26日 21時  |
| 3    | 歐珀     | 18日6小時    | 1967年8月30日 9時  | 1967年9月17日 15時  |
| 4    | 韋恩     | 17日18小時   | 1986年8月18日 15時 | 1986年9月6日 21時   |
| 5    | 蒂絲     | 15日12小時   | 1972年7月9日 3時   | 1972年7月24日 15時  |
| 6    | 帕卡     | 14日12小時   | 1997年12月8日 3時  | 1997年12月22日 15時 |
| 6    | 弗恩     | 14日12小時   | 1994年10月18日 9時 | 1994年11月1日 21時  |
| 6    | 艾美     | 14日12小時   | 1951年12月3日 9時  | 1951年12月17日 21時 |
| 9    | 盖伊     | 14日6小時    | 1992年11月16日 3時 | 1992年11月30日 9時  |
| 10   | 柯吉拉   | 14日3小時    | 2003年4月11日 9時  | 2003年4月25日 12時  |

## 反義詞
長壽颱的反義詞為「短命颱」（日语：／）指的是太平洋颱風季中，熱帶氣旋獲得命名後，被降格為熱帶性低氣壓或轉性為溫帶氣旋之前，颱風生命週期較短的熱帶氣旋。統計史上壽命最短的颱風是1970年的颶風多特，其跨越國際換日線以後又往東移動，因此颱風生命週期時間為0小時，但因其再次跨洋故不列計算；而太平洋颱風季中，壽命最短的是1974年太平洋颱風季的海絲特，颱風生命週期時間為3小時。